# Правда или действие?
Правда или действие? (англ. Truth or Dare?) — игра для двух и более игроков. Особенно популярна среди детей и подростков.
Игроку, до которого дошёл ход, даётся выбор: правдиво ответить на вопрос, который ему будет задан, или выполнить какое-нибудь задание (действие).

## Правила игры
Сначала компания решает, с кого начнётся игра.
Первого спрашивают: «Правда или действие?». Если игрок отвечает: «Правда», то он должен будет правдиво ответить на вопрос, который ему будет задан. Если он выбирает действие, то должен будет выполнить задание (совершить задаваемое ему действие). После того как игрок ответил на вопрос или выполнил задание, то он спрашивает: «Правда или действие?» уже следующего. И так далее.
В разных версиях игры вопрос или задание следующему игроку выдумывает либо предыдущий, либо вся компания. Все вопросы и задания могут быть также заготовлены заранее. Например, написаны на бумажках, которые раскладываются в две кучки (одна для вопросов и одна для заданий) и перемешиваются.
Кроме того, компания должна решить, в каком порядке будет переходить ход. Например, следующего игрока будет выбирать предыдущий. Или ход будет переходить просто по кругу.
Можно также договориться о дополнительных условиях, например, что нельзя выбирать правду (или действие) больше двух раз подряд. Или, наоборот, что каждый игрок может до трёх раз за игру отказаться выполнять задание. Также задания не должны повторяться, это правило позволит разнообразить игру ещё больше.

## История

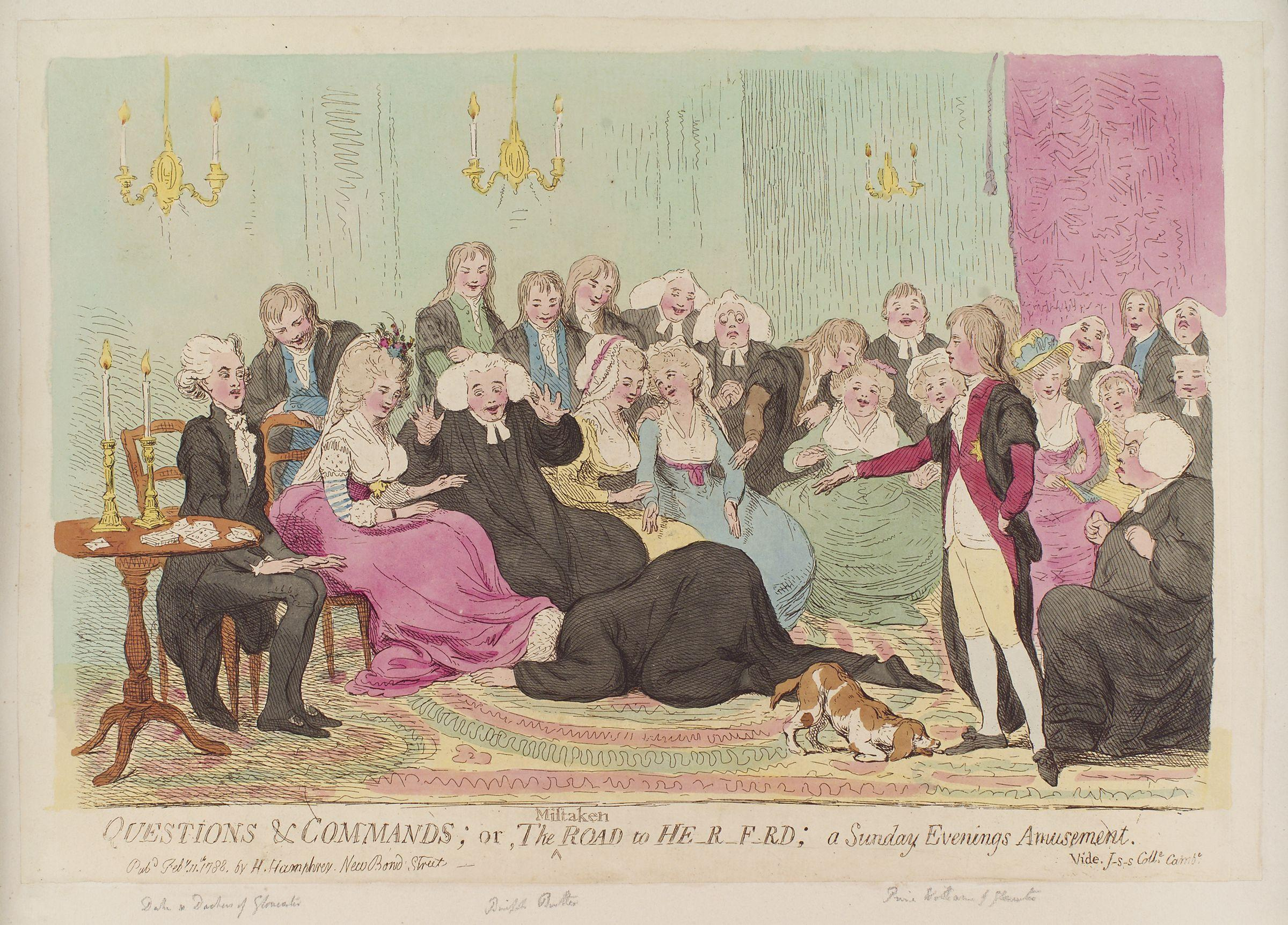
Игра в «вопросы и команды». Рисунок Джеймса Гилрея, 1788 г.

Игра существует сотни лет. Так, под названием «вопросы и команды» (англ. questions and commands) она упоминалась в литературе ещё в 1712 году. Вот выдержка  из фразеологического словаря Брюера (Англия, 1898 год):

Вопросы и команды
Рождественская игра, в которой командир велит своим подчинённым ответить на заданный вопрос. Если подчинённый отказывается [отвечать] или если командир не удовлетворён [ответом], он (подчинённый) либо должен заплатить штраф (выполнить какую-нибудь команду), либо ему пачкают лицо.
«Пока другие юные леди в доме танцуют или играют в «вопросы и команды», она (набожная девушка) в своём шкафу читает вслух молитвы.»
— [Генри Морли.] The Spectator, № 354 («Hotspur’s Letter»), 18 апреля 1712 г.

По версии Джозефа Стратта, изложенной им в своей книге «Спорт и игры жителей Англии», данная игра восходит к древнегреческой игре под названием «василинда»:

«Вопросы и команды» — детская игра, которая, хоть в своей современной модификации она и несколько отличается, наиболее вероятно произошла от греческой «василинды» (Βασιλινδα), в которой, как рассказывают, избранный жребием король командовал своим товарищам, что они должны делать .